# Emballage alimentaire
L'emballage alimentaire est un emballage qui contient temporairement un aliment pour l'isoler de son environnement, le protéger, le conserver, le transporter ou pour le mettre en valeur dans un objectif commercial ou esthétique. La couche interne de cet emballage doit être « apte au contact alimentaire ». L'emballage doit montrer aussi l'information nutritionnelle et la date limite de consommation (DLC) des aliments.
Plusieurs matériaux peuvent être utilisés pour la fabrication des emballages alimentaires, comme le papier, le carton, les textiles, le fer-blanc, les alliages d'aluminium, le verre et les matières plastiques. Certains emballages comme les briques alimentaires sont composites (ex : plastique/aluminium/carton). Leur recyclage implique une procédure préalable de séparation de ces composants. 

## Utilisation
Les fabricants proposent des emballages alimentaires adaptés aux contraintes de divers métiers de la bouche : sachets kraft, papier mousseline, boites en carton pour les boulangers-pâtissiers ; barquette, plats en aluminium, film de scellage pour les bouchers-charcutiers-traiteurs. Pour les professionnels du snack, on retrouve des gobelets, barquettes à salade, films alimentaires répondant aux normes qui concernent les matériaux et objets au contact des aliments.

## Rôle informatif
D'après le Monde, le projet de loi santé a prévu en 2015 l'apposition d'une signalétique spécifique sur les emballages alimentaires. Cette décision a été prise pour améliorer la qualité nutritionnelle des produits choisis par les consommateurs. Il s'agit d'un code couleur : A-B-C-D-E qui prend en compte l'apport calorique pour 100 grammes, la teneur en sucre, en graisses saturées et en sel.

## Les briques alimentaires
Ces emballages de type Tetra Brik visent à optimiser les espaces et coûts de rangement et de transport (des emballages pleins ou vides) par une forme parallélépipédique. Ils sont surtout utilisés pour des liquides alimentaires. Multicouches, ils sont composés de carton, aluminium et polyéthylène plus ou moins bien recyclés selon les contextes et les pays.
On en recycle 43 % en 2009[réf. souhaitée]. Depuis peu est apparu un modèle de brique appertisable, le Tetra Recart qui permet la conservation des légumes en remplacement des bocaux en verre ou des boîtes en fer blanc.